# Björn Gelotte
Björn Gelotte (Göteborg, 27 agosto 1975) è un compositore e chitarrista svedese.

## Biografia
Gelotte è entrato a far parte degli In Flames, considerata una delle più rappresentative del panorama melodic death metal, nel 1995, per sostituire il batterista Daniel Erlandsson. Ha mantenuto tale ruolo nella formazione negli album "The Jester Race" e "Whoracle", per passare a chitarrista in seguito all'abbandono della band dell'allora titolare Glenn Ljungström.
In passato ha collaborato con la band "Sights" e più recentemente con All Ends (band in cui ha militato sua sorella Emma Gelotte) rivestendo il ruolo di compositore/produttore.
Gelotte ha sostenuto di non essere un chitarrista molto tecnico, di non conoscere molte scale e che lui e Jesper Strömblad suonano solo quello che pensano si sposi bene con la parte ritmica. Ha inoltre aggiunto di non essere troppo spontaneo negli assoli: al contrario, ci deve pensare sopra e scrivere tutto.
Gelotte è allergico al nickel e il contatto prolungato con le corde di chitarra che lo contengono gli provoca vesciche e ferite aperte alle dita. Finché non sono entrate in commercio corde senza nickel o con rivestimento protettivo, il chitarrista dice di aver ovviato al problema incollandosi sui polpastrelli lenti a contatto.
Nel marzo 2004 la classifica dei 100 migliori chitarristi heavy metal di tutti i tempi di Guitar World ha visto Björn Gelotte e il collega Jesper Strömblad classificarsi alla posizione numero 70, mentre Gelotte figura al numero 34 nella classifica dei migliori chitarristi metal stilata da Joel McIver.

## Equipaggiamento

### Chitarre
- ESP Eclipse
- Gibson Les Paul Custom
- Epiphone Les Paul Custom

### Pickups
- EMG 81 - 85

### Amplificatori
- Marshall JVM 205H
- Peavey 6505 (non più in uso)
- Peavey 5150 II (non più in uso)

### Effetti
- Line 6 POD XT
- Dunlop MC403 Power System
- Dunlop Smart Gate® Pro
- 95Q Cry Baby® Wah Wah
- MXR GT-OD
- MXR Carbon Copy® Analog Delay

### Accessori
- Corde Dunlop Custom.068-.013
- Plettro Dunlop.88 mm Tortex
- Plettro Dunlop.1.0 mm Ultex